# Mortantsch
Mortantsch è un comune austriaco di 2 116 abitanti nel distretto di Weiz, in Stiria. Il 1º gennaio 1952 ha inglobato i comuni soppressi di Steinberg bei Weiz e Haselbach bei Weiz.